# 親衛隊小隊領袖

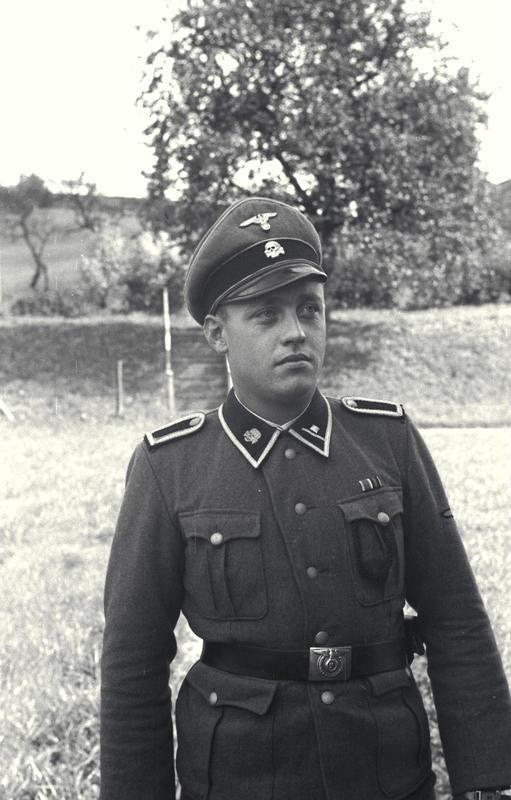
一位在毛特豪森－古森集中營中任職的親衛隊小隊領袖。

親衛隊小隊領袖（德語：Scharführer）是納粹德國準軍事組織「親衛隊」的一個階級，存在於1925年至1945年間。在德語原文中，「Schar」指的是一種最編制最小的軍事單位；「Scharführer」這個名稱最早可以追溯至第一次世界大戰期間負責指揮突擊小隊或其他特種小隊的指揮官。

## 概述
作為一個階級，小隊領袖為納粹黨準軍事部隊「衝鋒隊」於1921年所創立的頭銜，並於1928年正式成為其階級系統的一部分。小隊領袖是衝鋒隊中的士官階級；1930年，許多資深的小隊領袖獲晉升至新的衝鋒隊階級「上級小隊領袖」。
親衛隊小隊領袖使用與衝鋒隊小隊領袖樣式相同的官等標記，但前者的地位於1934年組織重整後獲得提升。1934年，親衛隊小隊新設「親衛隊下級小隊領袖」階級，而原有的親衛隊小隊領袖則成為與「衝鋒隊上級小隊領袖」地位相當的階級。此外，「親衛隊部隊領袖」階級被移除，並由「親衛隊上級小隊領袖」取代之。早期的武裝親衛隊更另外創設了一個更高的士官階級，即「親衛隊突擊隊領袖」。
在衝鋒隊中，小隊領袖的地位較「分隊領袖」為高，但在親衛隊中，小隊領袖的下位階級卻是下級小隊領袖。

## 標記

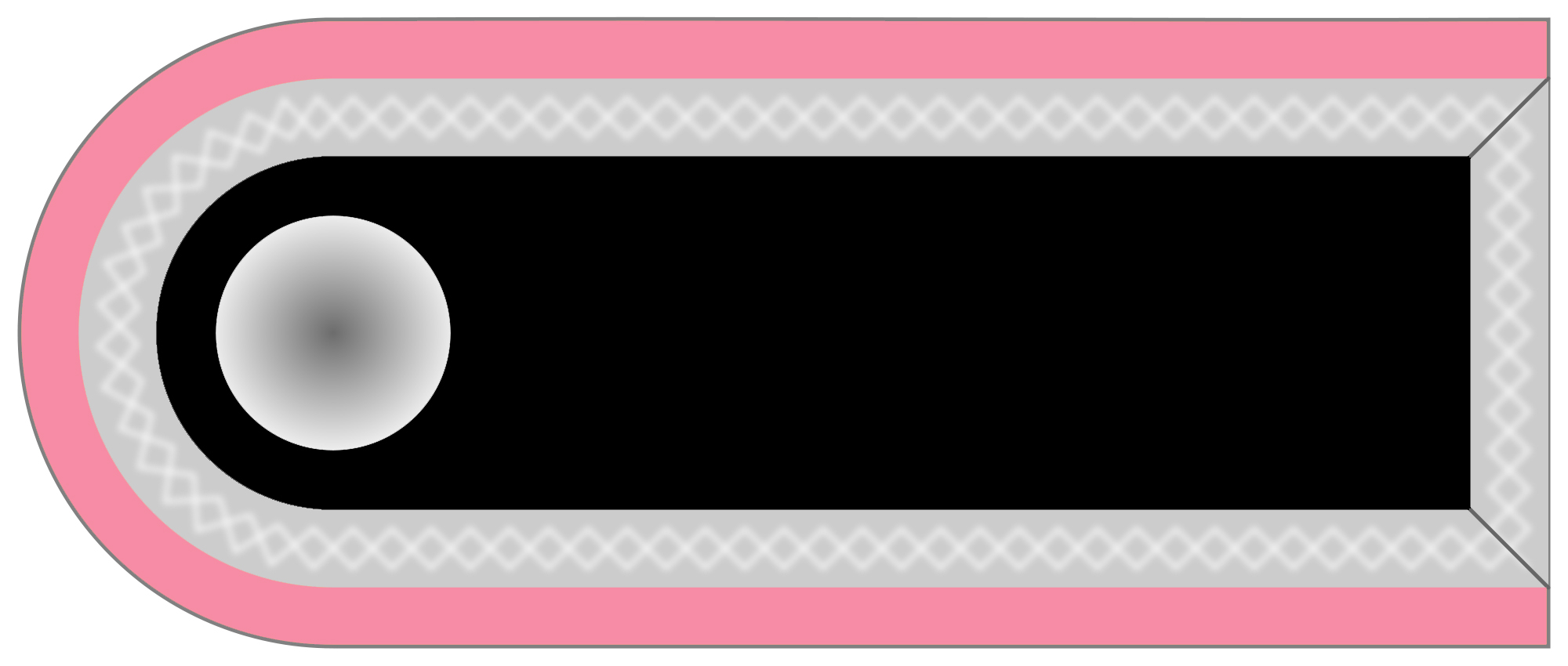
肩章
襟章
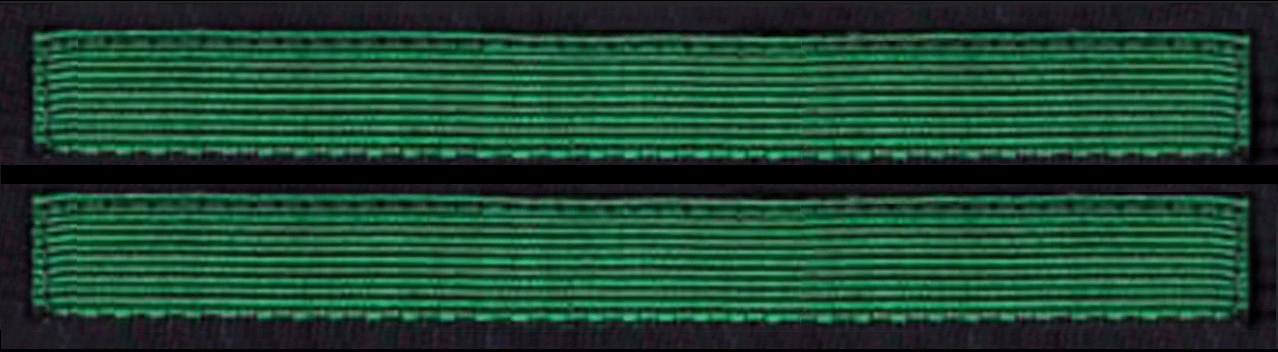
袖章

## 引用
1. 1 2  Flaherty 2004，第148頁.
2. 1 2  McNab 2009，第30頁.
3. ↑  McNab 2009，第29, 30頁.

## 圖書
- Flaherty, T. H. . Time-Life Books, Inc. 2004 [1988]. ISBN 1 84447 073 3.
- McNab, Chris. . Amber Books Ltd. 2009. ISBN 978-1-906626-49-5.